# مبانی هنرهای بصری
مبانی هنرهای دیداری قانون‌ها، ابزارها یا خطوط راهنمایی هستند که هنرمند ان بکار می‌برند تا عناصر هنر را در یک کار هنری سازمان بخشند. هنگامی که عناصر هنر با موفقیت با یکدیگر آمیخته گردیدند برای آفرینش کار هنری گیرا یا خوشایند به گونهٔ زیبایی شناسانه یاری می رسانند. برخی مبانی هنر که شناسایی شده‌اند حرکت، وحدت، هارمونی، وریته، تعادل، ریتم، تاکید، کنتراست، تناسب، و انگاره هستند. این فهرست بسته به مربی هنر می‌تواند دگرگون شود، ولی در چارچوب مبانی پذیرفته شدهٔ همگان. نواخت و انگاره در آموزش هنر بسیار آمیخته‌اند.